# Torquay United FC
A Torquay United Football Club egy 1899-ben alapított angliai labdarúgóklub Torquay városban. A csapat jelenleg az ötödik divízióban (Football Conference Premier) játszik.

## Játékoskeret
2021. május 26-ai állapot.
| #  |     | Poszt | Név                                             |
| -- | --- | ----- | ----------------------------------------------- |
| 1  | ENG | K     | Shaun MacDonald                                 |
| 2  | ENG | V     | Ben Wynter                                      |
| 3  | ENG | V     | Liam Davis                                      |
| 4  | ENG | V     | Kyle Cameron ()                                 |
| 6  | ENG | V     | Gary Warren                                     |
| 7  | WAL | KP    | Connor Lemonheigh-Evans                         |
| 8  | ENG | KP    | Asa Hall                                        |
| 9  | ENG | CS    | Danny Wright                                    |
| 10 | ENG | KP    | Armani Little                                   |
| 11 | ENG | KP    | Jake Andrews                                    |
| 12 | ENG | KP    | Adam Randell (kölcsönben a Plymouth Argyle-tól) |
| 14 | ENG | CS    | Andrew Nelson                                   |
| 16 | ENG | V     | Sam Sherring (kölcsönben a AFC Bournemouth-tól) |
| 17 | ENG | KP    | Jacob Evans                                     |

| #  |     | Poszt | Név                                                    |
| -- | --- | ----- | ------------------------------------------------------ |
| 18 | POL | CS    | Olaf Koszela                                           |
| 19 | ENG | CS    | Scott Boden (kölcsönben a Chesterfield-től)            |
| 20 | ENG | V     | Louie Slough                                           |
| 21 | ENG | V     | Dean Moxey                                             |
| 22 | ENG | V     | Owen Price                                             |
| 23 | FRA | KP    | Aaron Nemane                                           |
| 25 | ENG | CS    | Billy Waters                                           |
| 28 | SWE | CS    | Benjamin Mbunga-Kimpioka (kölcsönben a Sunderland-től) |
| 29 | ENG | KP    | Lucas Tomlinson (kölcsönben a Bristol Rovers-tól)      |
| 31 | ENG | V     | Joe Lewis                                              |
| 33 | BRA | K     | Lucas Covolan Cavagnari                                |
| 34 | ENG | KP    | Ben Whitfield                                          |
| 35 | ENG | CS    | Josh Umerah                                            |

### Kölcsönben
| #  |     | Poszt | Név                         |
| -- | --- | ----- | --------------------------- |
| 15 | ENG | KP    | Matt Buse (Chippenham Town) |

## Sikerek
- Fourth Division/Football League Two bronzérmes: 1959-60, 1965-66, 2003-04
- Johnstone's Paint Trophy döntős – 1988-89
- FA Trophy döntős – 2007-08

## Fordítás
- Ez a szócikk részben vagy egészben  a   Torquay United F.C. című angol Wikipédia-szócikk fordításán alapul.  Az eredeti cikk szerkesztőit annak laptörténete sorolja fel. Ez a jelzés csupán a megfogalmazás eredetét és a szerzői jogokat jelzi, nem szolgál a cikkben szereplő információk forrásmegjelöléseként.